# Анте Котроманович
А́нте Котрома́нович (хорв. Ante Kotromanović, нар. 8 травня 1968, Потравлє, нині в Сплітсько-Далматинській жупанії Хорватії) — хорватський політик, військовик, колишній міністр оборони Хорватії.

## Короткий життєпис
Котроманович народився в селі Потравлє неподалік Сіня. Закінчив Командно-штабну академію ім. Благо Задро та військове училище ім. бана Йосипа Єлачича.
У 1990 році став бійцем сил спецпризначення хорватської поліції. Роком пізніше, у 1991, стає командиром роти спецпризначення при Генеральному штабі хорватської армії. У 1992 році призначається командиром батальйону навчального центру в Сіні. З 1993 по 1996 рік був командиром 126-ї Сінської бригади і Операційної зони Сінь. З 1996 року по 19 жовтня 1999 року командував 4-ю гвардійською бригадою. Після цього навчався у Військовому училищі ім. бана Йосипа Єлачича, а в 2001 році дістав призначення командувача військового округу Дубровник. У 2002 році звільнився з армії в запас.
З 11 січня 2008 до 22 грудня 2011 року був депутатом парламенту Хорватії від Соціал-демократичної партії по ІХ виборчому округу Хорватії, після чого за прем'єрства Зорана Мілановича став міністром оборони.

## Відзнаки
|          | Орден князя Домагоя                    |
|          | Орден Ніколи Шубича Зринського         |
|          | Орден бана Єлачича                     |
|          | Медаль за виняткові заслуги            |
|          | Медаль у пам'ять про Вітчизняну війну  |
|          | Пам’ятна медаль вдячності батьківщини  |
|          | Медаль за участь в операції "Літо '95" |
|          | Медаль за участь в операції "Буря"     |
|          | Медаль Хрест сил спецпризначення       |
| Джерело: |                                        |